# Etiopsko-somálská válka
Etiopsko-somálská válka v letech 1977-1978 je též někdy nazývána válkou o Ogaden. Je označována za největší, kterou mezi sebou kdy vedly dva africké státy. Válka byla na africké poměry velmi evropská, konflikt z roku 1977 byl způsoben somálským nacionalismem, který chtěl spojit koloniálními mocnostmi rozdělené území. Trval „pouhý“ rok a místo kmenových bojůvek měl jasného vítěze a poraženého.

## Ogaden
Etiopie jako jeden z nejstarších státních útvarů v Africe byl tisíciletí obklopen ze tří stran nepřátelským arabským a muslimským územím. Jako země s obyvatelstvem, které většinou vyznává křesťanské náboženství, byla terčem častých útoků.
Už od 16. století se na území Ogadenu začaly sezónně stahovat kočovné nomádské kmeny, které migrovaly s dobytkem za pastvinami. Pocházely ze somálského etnika a byly muslimského vyznání. Dodnes je tento region osídlen jejich potomky. Somálští kočovníci neuznávali žádnou centrální vládu a snažili se spravovat území, na kterém žili, podle vlastních kmenových zvyklostí a práv. Až do 19. století nedocházelo k větším konfliktům mezi somálskými klany a Habešskou říší, na jejímž území žily.
V roce 1855, po expedici Richarda Burtona, začala Velká Británie vyvíjet úsilí, aby se stala protektorem východního pobřeží Afriky, a tím si zabezpečila Suezský průplav. Tak se území obývané somálskými kmeny rozdělilo na Ogaden, který patřil k Etiopii, Italské Somálsko, Britské Somálsko, Britské severní pohraniční oblasti a Francouzské Somálsko. V letech 1941 až 1950 byly Ogaden, Italské Somálsko, Britský somálský protektorát, Britské severní pohraniční oblasti spojeny do tzv. Velkého Somálska pod správou Velké Británie. V roce 1954 se Ogaden a Haud znovu vrátily pod správu Etiopie.

## Co předcházelo válce

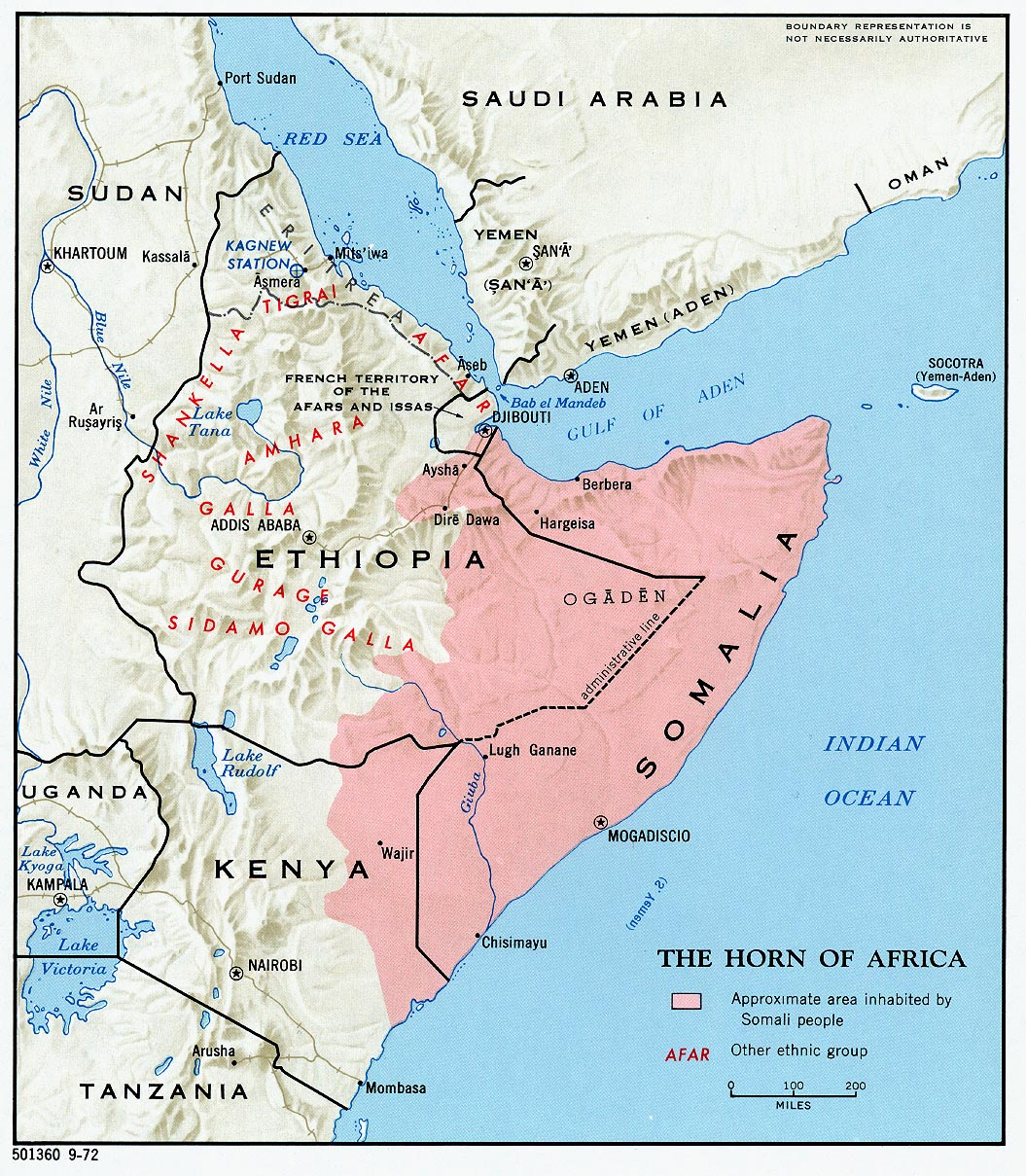
Přibližný rozsah Velkého Somálska

Po vzniku Somálské republiky v roce 1960 vztahy mezi oběma státy ochladly, částečně pro somálskou ideu „Velkého Somálska“ a částečně pro etiopskou neochotu vzdát se sporného území. Stanovení hranic mezi oběma státy zamezilo nomádům kočovat do jejich tradičních pastvin a vedlo v roce 1964 k prvním pohraničním šarvátkám, kde si Etiopie udržela formální kontrolu nad Ogadenem. Po roce 1969 se somálský vládnoucí režim orientoval na Sovětský svaz, který ho podporoval vojenskými dodávkami a nepřímo i v ideji „Velkého Somálska“.
Po svrhnutí Haile Selassieho v roce 1974 se vlády v Etiopii chopil Haile Mariam Mengistu. Chaos který provázel pád režimu Haile Selassieho povzbudil vládu v Mogadišu k podpoře separatistických somálských hnutí v Ogadenu hlavně WSLF (Western Somali Liberation Front). Po válce Etiopie v Eritreji v roce 1975 a katastrofálním suchu v Ogadenu WSLF napadlo několik etiopských základen v Ogadenu. Podpora Moskvy novému etiopskému režimu rozladila Barrého. Stále měl v plánu získat území Ogadenu, kde žila jedna pětina somálské populace. Na začátku roku 1977 se Sovětský svaz snažil uskutečnit mírové rozhovory mezi Somálskem a Etiopií, které ztroskotaly hned při problému Ogadenu, když ani jeden z představitelů obou režimů nechtěl ustoupit ze svých pozic. Několik týdnů po zasedání Fidel Castro deklaroval podporu sovětského bloku novému etiopskému režimu. Sovětský svaz se zpočátku snažil podporovat obě strany, aby zvýšil svůj vliv v oblasti, ale v červnu 1977 Etiopie obvinila Somálsko z přímé podpory SNA (Somali National Army) povstalců. Somálsko se bránilo tím, že se jedná o „dobrovolníky“ ze SNA, kteří pomáhají WSLF. Na konci roku 1977 tak měly spojené síly SNA – WSLF 50 000 bojovníků (z toho 15 000 patřících pod WSLF). V srpnu 1977 SSSR pozastavil dodávky zbraní do Somálska a o tři měsíce na to Somálsko vypovědělo smlouvu se Sovětským svazem o přátelství a spolupráci a vypovědělo všechny sovětské vojenské poradce ze země.

## Průběh konfliktu
Po zapojení SNA do konfliktu přestal být tento partyzánskou válkou, ale otevřeným lokálním konfliktem vedeným regulérními armádami, kde hlavní úlohu sehrály tanky a mechanizované a letecké jednotky. SNA se snažila přizpůsobit svoji strukturu potřebám války – velitelství logistiky a velitelství bojujících jednotek bylo přemístěno z Mogadišu do Hargeysy. Problémem však nadále zůstávalo zásobování bojujících jednotek kvůli nevyhovujícím cestám v oblasti.
Před konfliktem v Ogadenu byl standardní jednotkou SNA prapor (600 – 1000 vojáků), po vypuknutí konfliktu SNA přešla na brigádní strukturu (2-4 prapory), kde 1 brigáda měla 1200 – 2000 vojáků. Toto též způsobovalo problémy v zásobovaní kvůli předválečnému nastavení logistiky SNA. V roce 1977 však síly SNA-WSLF dosáhly několika vítězství. 13. června 1977 první ze somálských mechanizovaných brigád překročila hranice Ogadenu. V červnu 1977 bylo dobyto město Gode na řece Shabeelle, Somálci se tak ocitli 550 km ve vnitrozemí Etiopie a kontrolovali 60 % území Ogadenu. V polovině srpna Etiopie přiznala, že SNA-WSLF kontrolují 90% sporného území Ogaden. Ale v témže měsíci SNA utrpěla i dvě porážky, když se pokusila dobýt města Dire Dawa a Džidžiga. U Dire Dawy byl odražen útok mechanizované brigády posílené tankovým praporem a u Džidžigy SNA ztratila víc než 50 tanků ze tří tankových praporů. Největší somálské vítězství dosáhla SNA v polovině října 1977 při druhém útoku na Džidžigu. Tři tankové prapory útočící na město způsobily těžké ztráty etiopské posádce, která se z města stáhla a ponechala obranu na etiopské milici, která neměla šanci zpomalit somálský postup. Etiopské síly se stáhly na strategickou linii v průsmyku Marda, nejsilnější obranné postavení mezi Džidžigou a Hararem, a ponechaly SNA ve výhodné pozici v Ogadenu. 27.11. 1977 Sovětský svaz vytvořil letecký most a do Etiopie začala proudit sovětská vojenská pomoc.
Přes úspěch ve druhé ofenzívě na Džidžigu SNA utrpěla těžké ztráty hlavně u tankových brigád a navíc SAC (Somali Air Corps) ztratila vzdušnou nadvládu nad oblastí. Blížící se období dešťů bránilo velkým leteckým operacím, ale zároveň znemožňovalo logistickou podporu SNA v obsazených oblastech hlavně kvůli nevyhovujícímu stavu komunikací. Od října 1977 do ledna 1978 se 20 000 příslušníků SNA – WSLF snažilo dobýt Harar, kde se shromáždily etiopské síly v počtu 50 000 mužů. Ty byly cvičeny 1500 sovětskými poradci a podporovány 11000členným kubánským kontingentem. SNA nezbývaly síly na rozhodující útok na město, a tak se rozmístily okolo města Harar a očekávaly protiútok. Ten začal 8. 1. 1978 a spojeným etiopsko – kubánským silám se podařilo zničit jednu somálskou mechanizovanou brigádu. Protiútok pokračoval v únoru 1978, kdy spojené kubánsko-etiopské síly vyrazily směrem na Džidžigu za úplné vzdušné nadvlády. Útok směřoval ze dvou stran ze severu a východu a po dvou dnech bojů SNA ztratila dalších 3 000 mužů. Za týden Etiopie kontrolovala všechna významnější města v oblasti Ogaden a 9. března 1978 Siad Barré nařídil SNA opustit Ogaden. Po stáhnutí SNA se WSLF vrátil k partyzánské taktice boje a do května 1980 sice kontroloval nemalou část Ogadenu, ale nakonec se Etiopii podařilo WSLF vojensky porazit a získat formální kontrolu nad Ogadenem.

## Důsledky války
Porážka Somálska ve válce o Ogaden ukončila Barrého sen o velkém Somálsku. Ztrátou Ogadenu a Džibutska v referendu v roce 1977 byl somálský režim nucen přehodnotit svoji zahraniční politiku a následkem porážky vznikla první opoziční hnutí proti Barrému.